# Christoph Ernst Friedrich Weyse
Christoph(er) Ernst Friedrich Weyse (Altona, 5 marzo 1774 – Copenaghen, 8 ottobre 1842) è stato un compositore e organista danese.

## Biografia

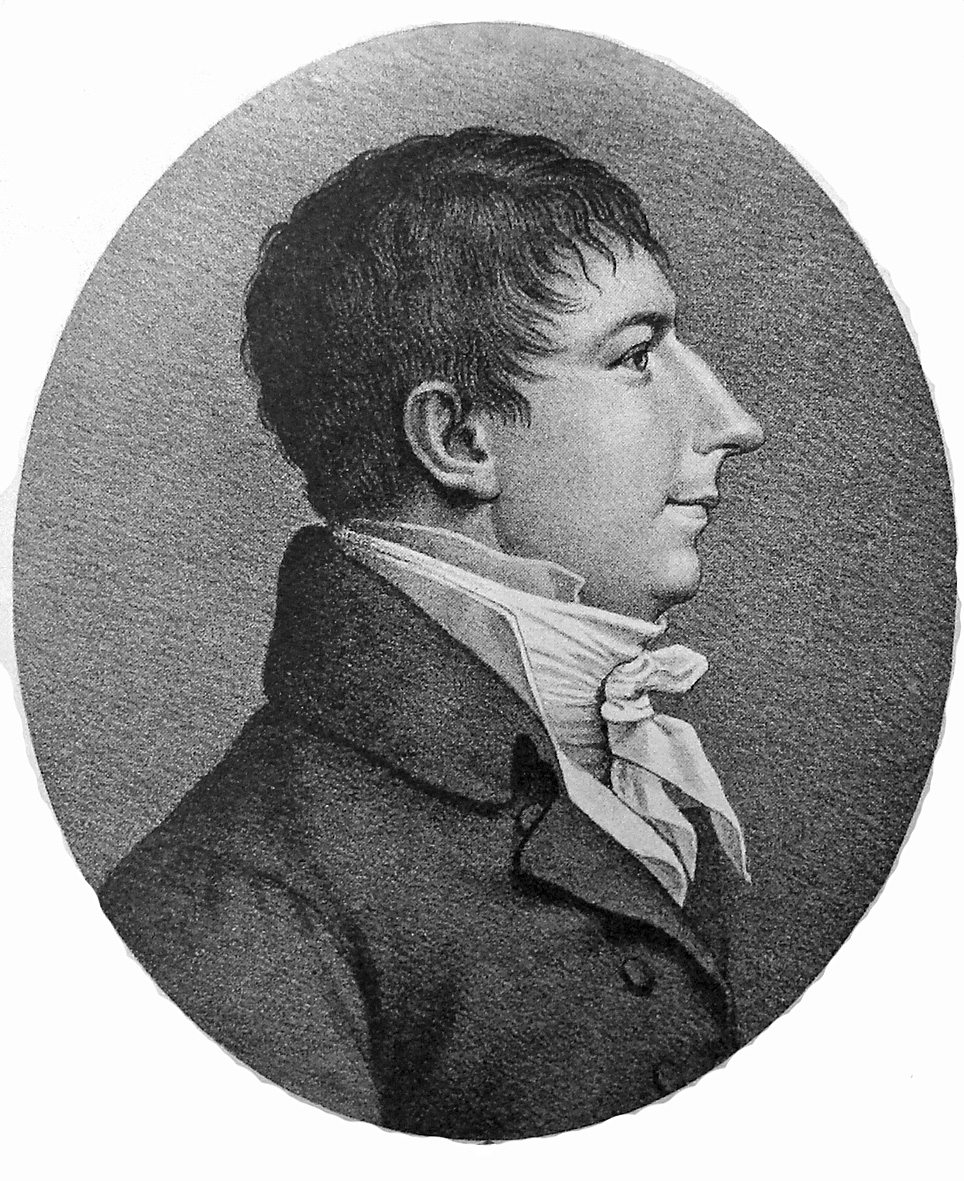
C.E.F Weyse

Nacque in una città oggi territorio della Germania ma al tempo appartenente alla Danimarca. Studiò musica a Copenaghen con Johann Abraham Peter Schulz.  Nel 1794, fu nominato organista della Chiesa riformata della città e in tale veste suonò dal 1805 nella Chiesa di Nostra Signora (Vor Frue Kirke). Nel 1819 fu nominato compositore di corte.
Weyse è ricordato per le sue composizioni vocali che hanno compreso numerosi singspiel, un arrangiamento del Te Deum laudamus e del Miserere dal salmo 51, oltre a una cantata e, non ultimi, diversi lied da poemi di Matthias Claudius, Johann Heinrich Voss e Ludwig Christoph Heinrich Hölty.  Compose anche sette sinfonie e numerosi brani per pianoforte.

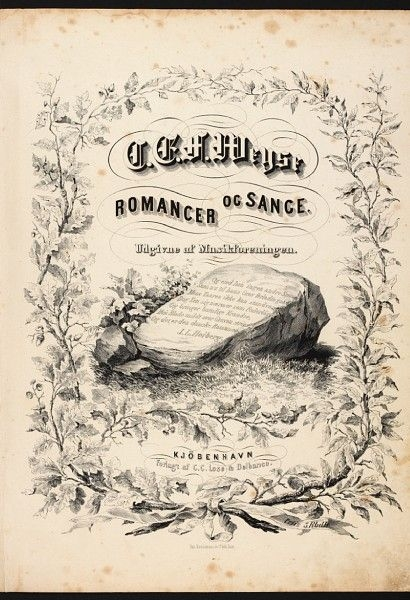
Copertina di Romancer og Sange (pubblicata nel 1853)

Un suo brano - l'adagio dalla Katte-Cavatine - è stato utilizzato per il Duetto buffo di due gatti, il duetto compilato prevalentemente su musiche di Gioachino Rossini da Robert Lucas de Pearsall.

## Singspiel
- Sovedrikken (1809)
- Faruk (1812)
- Ludlam's hule (1816)
- Floribella (1825)
- Et eventyr i Rosenborg Have (1827)
- Festen på Kenilworth (1836)

## Fonti
- Opera Glass, su opera.stanford.edu.